# モンゴルのインド侵攻

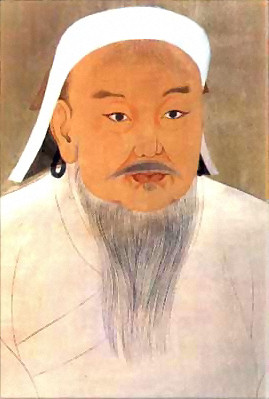
チンギス・カン

モンゴル帝国は1221年から1327年にかけて、複数回インド亜大陸へと侵攻した。多くの侵攻の後に、カラウナス（英語: Qaraunas）と呼ばれるモンゴル系の人々が生まれた。モンゴルは現在のパキスタンやパンジャーブ地方を、数十年に渡り占領した。さらにモンゴルはインドの奥地へと進軍し、デリーの外れまで到達した。デリー・スルターン朝は反撃に出てモンゴル軍に多大な損害を与えたが、それでもなおモンゴル軍は侵攻を続けた。
最終的にバーブルによって建国されたムガル帝国が、16世紀から17世紀にかけてインド亜大陸のほとんどを征服することに成功した。

## 背景
ジャラールッディーンをサマルカンドからインドへと追跡し、1221年インダスの戦いで破った後、チンギス・カンはドルベイ・ドクシン（Dorbei)とバラ・チェルビ（Bala）に2トゥメン(二万戸）の軍勢を率いさせて追跡を続けさせた。バラ・チェルビはジャラールッディーンをパンジャーブ地方へと追跡し、ベラ（英語: Bhera）やムルターンなど郊外の都市を攻撃しラホールを略奪した。ジャラールッディーンは前の戦いの生き残りを集めて軍勢を再結集し、同盟者を求める一方、テュルク系のデリー・スルターン朝に保護を求めたが拒絶された。
ジャラールッディーンは、パンジャーブの地方君主たちを打ち破り征服した。パンジャーブ地方の部族の中にはコーカール族（英語: khokhar）のように、彼に仕えるようになったソルトレンジ（英語: Salt Range）の部族もいた。コーカールのライ（Rai）の息子は、一門の者たちとともにジャラールッディーンの軍勢に入った。ジャラールッディーンの兵は、将軍ウズベク・パイ(Uzbeｋ Pai)とハサン・カルルフ(Hassan Qarlugh)の指揮下に置かれた。
シンドの地方政権との戦いの最中、ジャラールッディーンは南イランのケルマーン地方での反乱を聞くと、即座にその場を発ち、南バルーチスターンを進んでいった。ジャラールッディーンはまたゴールとペシャーワルにてハルジー族・トルクメン族・ゴール族らも軍勢に組み入れた。
新たな味方達とともにガズニーへ進撃し、ジャラールッディーン捕縛の任に当たっていたトゥルタイ（Turtai）指揮下のモンゴル軍の部隊を破った。だが戦勝後、味方達は戦利品の分配をめぐって争い、ハルジー族・トルクメン族・ゴール族はジャラールッディーンの下を去ってペシャーワルに戻ってしまった。 この頃、チンギス・カンの三男オゴデイがモンゴル帝国のカアンの位に就いていた。 モンゴル帝国の将軍チョルマグンはジャラールッディーン討伐を命じられ、遂にホラズム・シャー朝を滅ぼすに至った。

## モンゴルのカシミール征服とデリー・スルターン朝との抗争
数年後の1235年、別のモンゴルの部隊がカシミール地方に侵入し、数年間ダルガチ（行政長官）を駐在させてモンゴルの支配下に置いた。 同時に、カシミールの仏教徒の長であったオトチ（Otochi)とその兄弟ナモ（Namo)はオゴデイの宮廷に赴いた。また、別のモンゴル帝国の将軍パクチャク（Pakchak）はペシャーワルに侵攻し、ジャラールッディーンの下を去った後もモンゴルにとって脅威となっていたペシャーワルの各部族を打ち破った。主にハルジー族の敗れた人々はムルターンへと逃れ、デリー・スルターン朝の軍隊に登用された。1241年冬、モンゴル軍はインダス渓谷へと侵入しラホールを包囲した。1241年12月30日、モンゲトゥ（Munggetu）指揮下のモンゴル軍はラホールで虐殺を行ったが、デリー・スルターン朝からは撤退した。 オゴデイ・カアンが亡くなったためであった。
カシミールは1254年から1255年にかけて反乱をおこした。1251年に即位したモンケ・カアンは将軍サリ・ノヤン（Sali）とテグデル（Takudar）を宮廷に呼び戻し、仏教徒の長オトチをカシミールのダルガチに任命した。しかし、カシミールの王はオトチをシュリーナガルにて殺害してしまう。サリはカシミールに侵攻し、王を殺して反乱を鎮圧し、その地方をモンゴル帝国の支配下に置いた。
デリー・スルターン朝の王子、ジャラールッディーン・マスウード（※ホラズムのジャラールッディーンとは別人）は1248年モンゴルの都カラコルムを訪れ、モンケ・カアンの援助の下で兄から王位を奪おうとした。モンケがカアンに即位した時、ジャラールッディーン・マスウードは戴冠式に出席しモンケに援助を求めていた。モンケはサリに、ジャラールッディーン・マスウードを助け父祖の王国を取り戻させるよう命じた。サリは引き続きムルターンとラホールを攻撃した。ヘラートの属国のマリクであるシャム・アッディーン・ムハンマド・カートはモンゴル軍に付き従った。ジャラールッディーンはラホールとクジャーとソドラの従属君主に任命された。1257年、シンドの知事は彼の全州をモンケの弟フレグに差し出し、デリーの君主からの保護を求めた。フレグはサリ・バハドゥル（Sali Bahadur）に大軍を率いさせシンドに向かわせた。1257年冬から1258年初めにかけて、サリ・ノヤン（Sali Noyan）はシンドに押し寄せ、ムルターンを武装解除した。彼の軍勢はまた恐らくインダス川のバクーカルに城塞を築かせた。

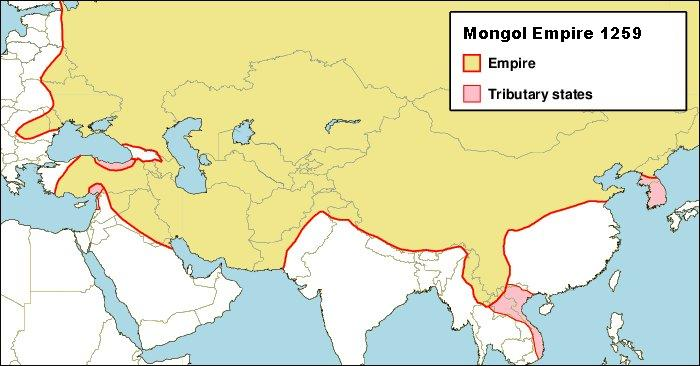
(モンケ・カアン治世下のモンゴル帝国（1251〜1259)

しかしフレグはデリー・スルターン朝への大規模な侵攻は認めず、数年後、両者の間で講和が結ばれた。フレグはむしろシリアや南西アジアの征服に注力していた。モンゴルの大規模なインド侵攻は中断され、その間にデリーのスルターンはムルターン、ウチ（Uch）、ラホール等の国境の町を復興させ、ホラズムやモンゴルの侵略に手を貸した地元のラナ（Rana）とライ（Rai）たちを処罰した。
モンゴルの侵略の結果、多くの部族がデリー・スルターン朝に逃げ込んだため、北インドのパワーバランスが変動した。ハルジー族はデリーのスルタンから権力を奪い、インドの他の地方にも急速に勢力を広げていった。そのような中、1300年、モンゴルのインド侵攻も再び始まった。

## チャガタイ・ウルス対デリー・スルターン朝
ツシャー（Tushar）によると、何百何千というモンゴル軍が侵入してきたというが、その数は中央アジアや中東にいたモンゴル騎兵の全軍に近い、およそ150,000の兵力であった。 そこで名前が挙がっているモンゴルの将軍の数は、この遠征に加わった兵の総数の指標となる。恐らくこうした将軍は10,000人を一単位とするトゥメンをそれぞれ率いていたからである。 こうした侵略はチンギス・カンの子孫やモンゴルの将軍たちによって率いられており、その軍勢の規模は常に騎兵10,000〜30,000の間であったが、デリーの年代記では100,000〜200,000の騎兵と数字が誇張されている。
1260年代にモンゴル帝国で内戦(帝位継承戦争)が勃発すると、オゴデイ家のカイドゥは混迷する中央アジアを平定しカアンの主権の及ばない独自の王国(カイドゥ・ウルス)を建設した。これ以後、カイドゥ・ウルスに吸収される形となったチャガタイ家の王族、ドゥアがインド方面の指導者となった。ドゥアはアフガニスタンへと攻勢を強め、インドへとモンゴルの支配を広げようと試みた。チャガタイの曾孫である アブドゥッラーの知事ネグダリ（Negudari）は1292年軍勢を率いてパンジャーブに侵攻したが、先発したウルグー（Ulghu）指揮下の軍勢はハルジー朝のスルターンに敗れ捕虜となってしまった。4000のモンゴルの先発隊の捕虜はイスラームに改宗し、「新たなムスリム」としてデリーに住まわせた。 彼らの住んだ郊外はその名にふさわしくマグホールプラ（Mughalpura）と名付けられた。1296年から1297年にかけてチャガタイ軍は何度もデリー・スルターン朝に打ち破られた。 その後もモンゴルは繰り返し北インドに侵入した。 少なくとも二度、大軍で押し寄せてきた。
その両軍は1297年ジャランダルで合流したが、ザファル・ハーン（英語: Zafar Khan）に打ち破られた。
1298年のモンゴルの侵入の際は、テュルクとモンゴルの混成軍がラージプートの諸王と戦った。しかしモンゴル軍はテュルクの将軍と戦利品の分配をめぐって対立し、彼の兄弟を暗殺してしまった。モンゴル軍の妻子は残酷に扱われ、彼らはラージプートの砦へ逃げ込んだ。この年モンゴル軍はまたアラー・ウッディーン・ハルジーと再び対立する動きを見せ、シンドに侵入しシウィスタン(Siwistan)砦を攻略した。モンゴル軍はサルディ指揮下で再び攻勢に出て、シーリー(Siri)砦を落とした。不敗の名将ザファル・ハーンはこの軍勢を苦も無く打ち破り、砦を再奪取して2,000のモンゴル兵の捕虜をアラー・ウッディーン・ハルジーの前へと引き出した。
まもなく、カイドゥがカイシャン率いる元軍との戦いの中で亡くなったため、ドゥアは「カイドゥ・ウルス」を事実上乗っ取った上で「チャガタイ・ウルス」を復興し、大元ウルスとの和平を模索した。1304年ごろにはドゥアが派遣した使者が大元ウルスのオルジェイトゥ・カアン(成宗テムル)に臣従を表明し、約半世紀続いた大元ウルスと「カイドゥ・ウルス」との対立が終わった。その直後、彼はモンゴルの一致団結したインド侵攻を提案したが、その遠征が実現することはなかった。

## 後期モンゴルの侵略
1299年、忠告に逆らいデリーのスルターンアラー・ウッディーン・ハルジーはモンゴルを攻撃した。ハルジー軍の先発隊はザファル・ハーン自身が率いていた。彼はモンゴル軍を打ち破り追撃を加えた。しかし、モンゴルの将軍クトゥルグ・ホージャ（英語: Qutlugh Khwaja）はザファルを罠にかけ包囲し殺害した。だが、続けられたアラー・ウッディーン・ハルジーの攻勢を前に、モンゴル軍は撤退せざるを得なかった。モンゴルが反撃に出るのには長い時間を要した。そして、モンゴル軍は、チットール包囲中という恐らくアラー・ウッディーン・ハルジーにとって最悪のタイミングに侵攻してきた。 この時モンゴル軍は身軽であった。タルギー(Targhi)指揮下の12,000の軍勢は迅速にデリーに攻撃を仕掛け、多くの知事はデリーに援軍を送る間もなかった。 アラー・ウッディーン・ハルジーは約二か月でシーリーへ撤退せざるを得なかった。モンゴル軍は周辺地域のみならずデリー自体にも略奪を行った。
アラー・ウッディーン・ハルジーはシーリーで城塞を保持し続け、タルギーは数か月で包囲を解き撤退した。同時代の歴史家バラニ(Barani)はこれをスーフィーのシャイフであるニザームッディーン・アウリヤーの祈りによる「奇跡」と考えた。
アラー・ウッディーン・ハルジーは国境地帯の城塞を強化し、より多くの守備隊を配備した。 新たなより効果的な防御施設がこの地域に建造された新たな軍勢と特別な知事が、国境地帯を管理し防衛するために新設された。
こうした見積もりにもかかわらず、アリー・ベグとタルタクに率いられたモンゴル軍は突然パンジャーブとその隣のアムロハ（英語: Amroha）に姿を現した。モンゴル軍はパンジャーブを略奪し、道中の全てを焼き払った。
アラー・ウッディーン・ハルジーは二人の名将ガーズィー・マリクとマリク・カーフールに大軍を率いさせて侵略者と戦わせた。彼らは略奪して中央アジアへ戻ろうとしていたモンゴル軍を奇襲した。アムロハの戦いでクバク(Kubak)をはじめとしたモンゴルの将軍たちは捕えられ、他の捕虜たちとともにシーリーに引き戻された。アラー・ウッディーン・ハルジーは将軍たちをゾウに踏みつぶさせて処刑し、その他の捕虜は城壁にその首を吊るして晒した。モンゴル軍は、1306年に即位するケベクの下で再び攻めてきた。モンゴル軍はムルターン近くでインダス川を渡りヒマラヤへと近づいたが、パンジャーブの知事であったガーズィー・マリクに食い止められた。一人の将軍を含むおよそ50,000のモンゴル兵が捕虜となった。アラー・ウッディーン・ハルジーは彼らを全員処刑し、彼らの妻子は奴隷として売り払った。
この時代のモンゴルの最後の侵入は1307年から1308年にかけてイクバルマンド(Iqbalmand)とタイ・ブー(Tai Bu)の指揮下で行われた。彼らが何とかインダス川を渡ったところにアラー・ウッディーン・ハルジーの軍勢が襲い掛かり彼らは全員斬殺された。同年、チャガタイ・ウルスの君主ドゥアもこの世を去り、後継者を巡る争いの中で一連のモンゴルのインド侵攻は終わりを告げた。アラー・ウッディーン・ハルジーは独創的な思想家であり戦略家として卓越していた。彼は略奪する軍勢を老練な将軍ガーズィー・マリクの下カンダール（英語: Kandhar）
・ガズニー・カーブルへと送り込んだ。こうした攻勢は効果的にモンゴルのインドへと引かれたライン・オブ・コントロール(line of control)を痛めつけた。
シワナ（英語: Siwana）・ジャロル(Jalore)・ワランガルの包囲攻略後、アラー・ウッディーン・ハルジーのインド人の奴隷マリク・カーフールに率いられたインド軍は1311年デーヴァギリからマーバールを侵略した。彼らは莫大な金と戦利品とともに帰還した。モンゴルの将軍アバチ(Abachi)がカフル(Kafur)を殺そうとした後、アラー・ウッディーンは彼を処刑した。捕虜となりデリーでイスラームに改宗した何千ものモンゴル人がこの件で共謀しており、スルターンは全モンゴル人を捕えるよう命じ、約20,000人が処刑されたと伝えられている。デリーの宮廷はまた、ペルシアのイルハン朝のオルジェイトゥの使者も処刑したという。1320年ズルジュ(Zulju)(もしくはドゥルチャ(Dulucha))に率いられたカラウナスがジェーラム渓谷(Jehlam Valley)を通り、ほとんど抵抗も受けないままカシミールに侵入した。カシミールの王スハデーヴァ(Suhadeva)はズルジュに莫大な貢納金を払うことで追い払おうとした。彼が抵抗軍を組織しようとして失敗した後、スハデーヴァはキシュトワールに逃亡し、カシミールの人々はズルジュの為すがままにされた。モンゴル軍は家々を焼き払い、男は殺し女子供は奴隷とした。王の最高指揮官であるラーマチャンドラ(Ramacandra)に率いられた避難民のみ、ラー(Lar) 砦に逃れることができた。侵略者は冬将軍が来るまで八か月にわたり略奪を続けた。ズルジュがブリナル(Brinal)に向けて出発した時、ディヴァサール(Divasar)地域で大雪のため多くの兵と捕虜が失われた。
その次の主要なモンゴルの侵攻は、ハルジー朝がトゥグルク朝に取って代わられた後に起きた。1327年、タルマシリンは先年にデリーへと使者を送った後、チャガタイ軍を率いて国境の町ラムガーン(Lamghan)とムルターンを略奪しデリーを包囲した。 トゥグルク朝はこれ以上の略奪を避けるため莫大な貢納金を払った。ムハンマド・ビン・トゥグルクはイルハン朝のアブー・サイードに、先年大ホラーサーンに侵入したタルマシリンに対抗して同盟を組むことを提唱したが、タルマシリンへの攻撃は実現しなかった。 タルマシリンはのちにイスラームに改宗した仏教徒であり、宗教対立はチャガタイ・ハン国において紛争の原因となっていた。
これ以上の大規模な侵入がインドに対して行われることはなかった。遂にモンゴルのインド征服は失敗の内に終わることになる。しかし、モンゴルの傭兵の小集団は北西インドの多くの地方勢力に雇われることとなる。アミール・カザガーン(Amir Qazaghan)はカラウナスとともに北インドに侵入している。彼はまた1350年に何千もの軍勢をデリーのスルターンのムハンマド・ビン・トゥグルクに地方の反乱を鎮圧するために提供してもいる。

## ティムールとバーブル

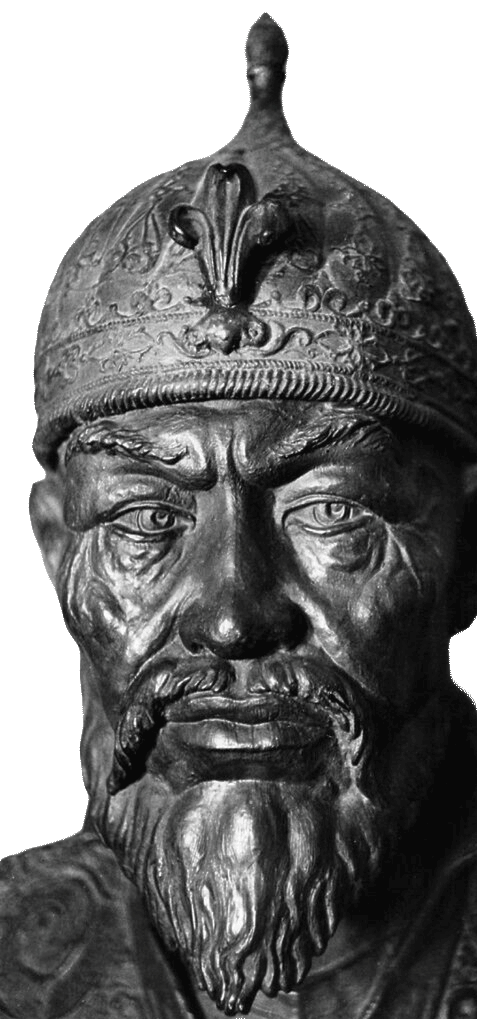
ティムール

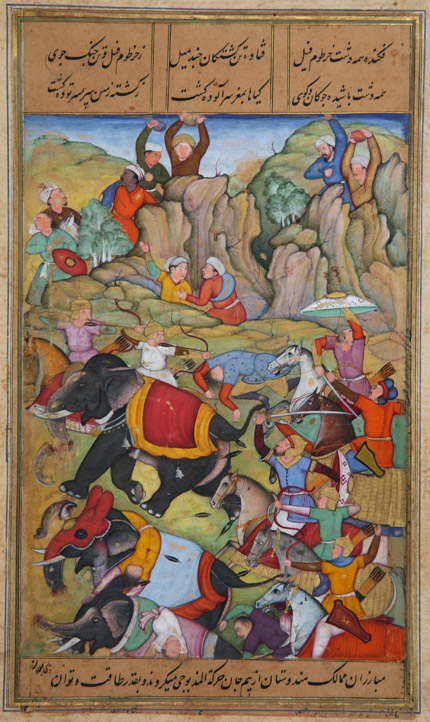
1397〜1398年冬、トゥグルク朝スルターンのナーシルッディーン・マフムードを破るティムール

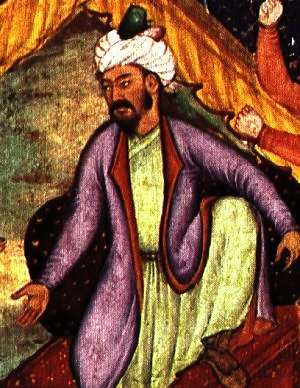
バーブル。ティムールの子孫でありテュルク化したモンゴル人（Turco-Mongol）である彼は、16世紀にインドに侵入した

デリーのスルターンは、中国からモンゴルにかけてを支配する元朝と、ペルシアから中東を支配するイルハン朝と、友好関係を築いていた。1338年ごろ、デリー・スルターン朝のムハンマド・ビン・トゥグルクはモロッコの旅行者イブン・バットゥータを、元の恵宗トゴン・テムルへの使者に任じている。彼が持って行った贈答品の中には200人の奴隷も含まれていた。
その頃、チャガタイ・ハン国は分裂状態にあり、野心的なモンゴル・テュルク系の首長ティムールが中央アジアを支配下に置いてしまった。 彼は領土拡大とイスラーム化の両政策を推し進め、モンゴルの部族を帝国の別の地域へと移住させるとともに、軍内ではテュルク系の人々を優遇した。ティムールはまたチャガタイ・ハン国においてイスラームの信仰を強化し、クルアーンに基づいた法をチンギス・カンのシャーマニズム系の法よりも上位に置いた。1398年、彼はインドへと侵入し、財宝を略奪していった。
その後、ティムールの帝国は崩壊し、彼の子孫たちは中央アジアを保つことができず、数多くの勢力に分裂した。チャガタイ・ハン国の末裔とティムール帝国の末裔とが併存して、時に戦いまた時に姻戚関係を結んだ。
そうした婚姻関係の結果生まれた一人が、ムガル帝国の創始者・バーブルである。彼の母はタシュケントのモンゴル系の家系であった。バーブルはティムールの血を引く子孫であり、ティムールと同様、次のことを信じていた：チンギス・カンの支配は不完全なものであった、何故ならその支配には「神の権威がなかった」からである、と。
彼自身の母はモンゴル系であるにもかかわらず、バーブルはあまりモンゴル人を好んでおらず、自叙伝において辛辣な一節を書き残している。
「ムガルが天使の民であれ、それは悪しき民であろう、
金で書いてさえ、ムガルの名は悪しき名であろう」
バーブルがカーブルを占拠しインド亜大陸への侵攻を開始した時、彼はかつての侵略者チャガタイ・ハン国と同様ムガルの名で呼ばれた。ティムールの侵略ですら、モンゴル帝国が中央アジアを長らく支配して以来のモンゴルの侵入と見なされており、彼らにはその名が与えられた。
ティムールとバーブルはどちらもチンギス・カンの軍事制度を引き継いでいた。その制度の一部はオルドゥ(Ordu)―軍の野営地を形成する天幕の集団の意―と呼ばれており、これは現在ウルドゥーと発音されている。 彼らのインド遠征の全てにおいて、ムガルの宿営地はウルドゥーと呼ばれ、この言葉は現在この宿営地を築いた多様な兵士たちの様々な言語となっていった。
やがてこうしたインドの言語と外来の言語はウルドゥーで混ざり合いその名で呼ばれる新たな言語が誕生した。この軍営の言語はいくつかの北インドの都市で、ムガル帝国滅亡後も生き残った。ウルドゥー語はこの地域で政治的変動を乗り越え、ついには詩歌や音楽、その他の形の文化的表現が行える言語となった。今日、ウルドゥー語はインドの多くの公用語の一つとして、また、パキスタンの公用語として認められている。

## 参照
- インドとモンゴルの関係（英語: India-Mongolia relations）

## 参考書籍
- 村上正二訳注『モンゴル秘史 3巻』平凡社、1976年
- Harold Lamb, Genghis Khan: Emperor of All Men. ISBN 0-88411-798-7
- Rene Grousset - Empire of Steppes, Rutgers Univ Pr, New Jersey, U.S.A, 1988 ISBN 0-8135-1304-9
- John Masson Smith, Jr. - MONGOL ARMIES AND INDIAN CAMPAIGNS, University of California, Berkeley
- Chormaqan Noyan: The First Mongol Military Governor in the Middle East by Timothy May

関連書籍
- J.A. Boyle, "The Mongol Commanders in Afghanistan and India According to the Tabaqat-i-Nasiri of Juzjani." Central Asiatic Journal 9 (1964): 235-247. Reprinted in The Mongol World Empire, 1206–1370, edited by John A. Boyle, Variorum Reprints, 1977.
- Peter Jackson - Delhi Sultanate: A Political and Military History, Cambridge University Press,1999. ISBN 0-521-40477-0